# Endrigo (album 1966)
Endrigo è il terzo album del cantautore italiano Sergio Endrigo, pubblicato dalla Fonit Cetra nel 1966.
La canzone Adesso sì vivrà un rispolvero con l'interpretazione di Lucio Battisti da lì a poco.

## Tracce

### Lato A
1. Girotondo intorno al mondo (testo: Paul Fort – musica: Sergio Endrigo)
2. Teresa (Sergio Endrigo)
3. Dimmi la verità (Sergio Endrigo)
4. Adesso si (Sergio Endrigo)
5. Io e la mia chitarra (Sergio Endrigo)
6. Questo amore per sempre (Sergio Endrigo)

### Lato B
1. Chiedi al tuo cuore (testo: Marino Rapetti – musica: Renato Angiolini)
2. Mani bucate (Sergio Endrigo)
3. Come stasera mai (testo: Gianni Musy – musica: Sergio Endrigo)
4. La donna del sud (Bruno Lauzi)
5. La ballata dell'ex (testo: Sergio Bardotti – musica: Sergio Endrigo)